# Hecamede
Hecamede is een vliegengeslacht uit de familie van de oevervliegen (Ephydridae).

## Soorten
- H. albicans (Meigen, 1830)
- H. granifera (Thomson, 1868)